# Exocentrus fuscovitticollis
Exocentrus fuscovitticollis là một loài bọ cánh cứng trong họ Cerambycidae.